# 温凉河
温凉河，位于中国山东省平邑县和费县，是祊河右岸支流，上游称凉河，发源于平邑县南部白彦镇太皇崮村西北大刘家沟北山，东南流经白彦镇、郑城镇魏庄村（原魏庄乡）、费县梁邱镇后入许家崖水库，出库后东北流，经费县县城费城街道，于南东洲村汇入祊河。全长61公里，流域面积753平方公里。